# Trịnh Tương công
Trịnh Tương công (chữ Hán: 鄭襄公; trị vì: 604 TCN–587 TCN), tên thật là Cơ Tử Kiên (姬子堅), là vị vua thứ 11 của nước Trịnh – chư hầu nhà Chu trong lịch sử Trung Quốc.
Cơ Tử Kiên con trai của Trịnh Mục công – vị vua thứ 9 của nước Trịnh, em của Trịnh Linh công – vua thứ 10 của nước Trịnh.

## Lên ngôi
Năm 605 TCN, công tử Tống và công tử Quy Sinh giết vua anh Trịnh Linh công, người nước Trịnh muốn lập công tử Khứ Tật lên ngôi nhưng Khứ Tật từ chối và đề nghị lập công tử Kiên. Người nước Trịnh bèn lập công tử Kiên lên làm vua, tức Trịnh Tương công.
Công tử Khứ Tật xin Trịnh Tương công trị tội công tử Tống giết vua. Trịnh Tương công nghe theo, giết công tử Tống và phong Khứ Tật làm đại phu.
Năm 599 TCN, công tử Quy Sinh mất, Trịnh Tương công lấy cớ Quy Sinh đồng mưu giết Trịnh Linh công, đuổi gia tộc của Quy Sinh ra nước khác và cải thụy hiệu cho vua anh bị giết từ U công (nghĩa là u tối) thành Linh công.

## Giữa Tấn và Sở
Năm 604 TCN, Sở Trang vương giận nước Trịnh bắt tướng Tống là Hoa Nguyên rồi lại ăn hối lộ của Tống, thả Hoa Nguyên về, bèn mang quân đánh Trịnh. Tấn Thành công điều quân đi cứu Trịnh. Tướng Tấn là Tuân Lâm Phủ mang quân cứu Trịnh. Quân Sở rút lui, từ đó Trịnh lại theo Tấn.
Năm 600 TCN, Tấn Thành công hội chư hầu ở đất Hỗ. Trịnh Tương công đến hội, cùng quân nước Tấn và quân chư hầu Tống, Vệ, Tào đánh Trần vì Trần Linh công không tới hội. Trần Linh công lại xin theo Tấn. Cuối năm đó, Sở Trang vương lại đánh Trịnh. Trịnh Tương công cầu cứu nước Tấn. Tướng Tấn là Tuân Lâm Phủ và Khước Khuyết mang quân cứu Trịnh. Quân Tấn-Trịnh đánh bại quân Sở ở Liễu Phần.
Năm 599 TCN, Sở Trang vương lại mang quân đánh Trịnh. Tướng Tấn là Sĩ Hội cầm quân đi cứu nước Trịnh, đánh đuổi quân Sở ở Dĩnh Bắc. Quân các nước chư hầu đóng giữ ở biên giới nước Trịnh.
Sang năm 598 TCN, Sở Trang vương lại đánh Trịnh. Quân Tấn không cứu, Trịnh Tương công bèn xin quy phục nước Sở, cùng nước Trần thề với vua Sở tại Thần Lăng.
Sau đó Trịnh lại theo Tấn, dự thề ở Yên Lăng. Năm 597 TCN, Sở Trang vương thấy Trịnh theo Tấn, bèn đánh Trịnh, vây nước Trịnh ba tháng. Trịnh Tương công cầu cứu nước Tấn. Mùa hè năm đó, Tấn Cảnh công sai Tuân Lâm Phủ, Sĩ Hội, Khước Khắc, Loan Thư, Tiên Hộc, Hàn Quyết đi cứu Trịnh nhưng quân Tấn chưa đến thì Trịnh Tương công đã phải giảng hoà với quân Sở. Tấn và Sở giao chiến ở đất Bật thuộc nước Trịnh. Trịnh Tương công mang quân phối hợp với Sở cùng đánh Tấn. Hai bên đánh nhau to, quân Sở giành chiến thắng, giết nhiều quân Tấn, bắt tướng Trí Anh. Từ đó Trịnh lại theo Sở. Trịnh Tương công và vua Hứa sang nước Sở triều kiến.
Năm 595 TCN, Tấn Cảnh công đem quân đánh Trịnh để trả thù nhưng không thắng phải rút quân.
Năm 594 TCN, Trịnh Tương công hợp quân với nước Sở đánh nước Tống.
Năm 588 TCN, Tấn Cảnh công sau khi đánh thắng nước Tề lại hội quân các nước Tống, Tào, Vệ cùng đánh Trịnh. Tướng nước Trịnh là công tử Yển mang quân ra chống, đặt phục binh ở đất Mạn phía đông nước Trịnh, đánh tan liên quân 4 nước ở Khâu Dư. Sau đó Trịnh Tương công cho rằng nước Hứa chỉ thờ nước Sở, không theo mình, bèn sai em là công tử Khứ Tật mang quân đánh nước Hứa rồi mới rút lui.
Năm 587 TCN, Trịnh Tương công qua đời. Ông ở ngôi 18 năm. Con ông là Cơ Phí lên nối ngôi, tức là Trịnh Điệu công.